# Glynn C. Mallory Jr.

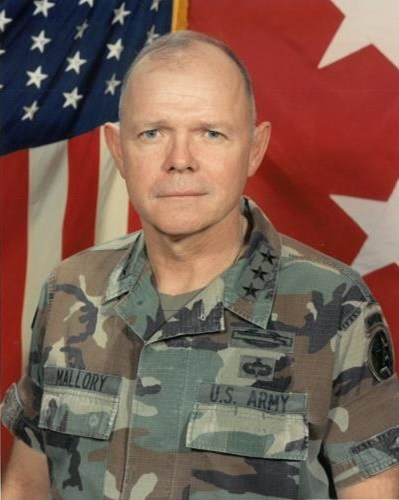
Glynn C. Mallory Jr. (1990)

Glynn Clark Mallory Jr. (* 10. Februar 1939 in Natchez, Adams County, Mississippi; † 20. Februar 2020 in San Antonio, Bexar County, Texas) war ein Generalleutnant der United States Army. Er war unter anderem Kommandeur der 6. Armee.
In den Jahren 1957 bis 1961 durchlief Glynn Mallory die United States Military Academy in West Point. Nach seiner Graduation wurde er als Leutnant in das Offizierkorps des Heeres aufgenommen. In der Armee durchlief er anschließend alle Offiziersränge vom Leutnant bis zum Drei-Sterne-General.
Im Lauf seiner militärischen Karriere absolvierte Mallory verschiedene Kurse und Schulungen. Dazu gehörten unter anderem die Infantry School, das Command and General Staff College und das United States Army War College. Außerdem erhielt er einen akademischen Grad von der University of Georgia.
Während seiner 35-jährigen Laufbahn als Offizier des US-Heeres diente er in verschiedenen Infanterie- und Panzereinheiten. Dazu gehörten auch Aufgaben als Stabsoffizier in verschiedenen Hauptquartieren. Er kommandierte Einheiten auf fast allen militärischen Ebenen bis zum Armeekommandeur. Zwischenzeitlich war er auch taktischer Offizier an der Militärakademie in West Point. Mallory war unter anderem im Jahr 1963 in Stuttgart stationiert. Später wurde er im Vietnamkrieg eingesetzt, wo er in der 1. Brigade der 101. Luftlandedivision diente. Bei einem anderen Vietnameinsatz im Jahr 1969 gehörte er als Major der Stabsabteilung S-3 einer Infanterieeinheit an.
Nach dem Vietnamkrieg setzte Mallory seine militärische Laufbahn fort. Er diente als Stabsoffizier in verschiedenen Hauptquartieren wozu in den Jahren 1986 bis 1988 auch der United States Army Training and Doctrine Command (TRADOC) gehörte. Er gehörte auch mehrfach dem Stab des Heeresministeriums an und war in den Jahren 1984 und 1985 Stabsoffizier bei der in Deutschland stationierten 8. Infanteriedivision.
Zu den von Mallory kommandierten Einheiten gehörten ein Bataillon der 8. Infanteriedivision und später eine Brigade der 4. Infanteriedivision in Wiesbaden. Zwischen dem 24. Juni 1988 und Juni 1990 kommandierte er die 2. Panzerdivision. Nach einer kurzen erneuten Verwendung als Stabsoffizier im Pentagon erhielt er im Jahr 1991 als Nachfolger von William Hardin Harrison das Kommando über die im Presidio bei San Francisco angesiedelte 6. Armee. Mallory behielt sein Kommando bis zur vorübergehenden Auflösung der Armee im Jahr 1995. Anschließend ging er in den Ruhestand.
In seinem Ruhestand engagierte sich der pensionierte General für verletze Soldaten. Der mit Linda Mallory geborene Hollstein verheiratete Offizier verstarb am 20. Februar 2020 in San Antonio in Texas und wurde auf dem amerikanischen Nationalfriedhof Arlington beigesetzt.

## Orden und Auszeichnungen
Glynn Mallory erhielt im Lauf seiner militärischen Laufbahn unter anderem folgende Auszeichnungen:
- Army Distinguished Service Medal
- Silver Star
- Legion of Merit
- Bronze Star Medal
- Air Medal
- Army Commendation Medal
- Purple Heart